# Acido isocorismico
L'acido corismico, più comunemente noto per la sua forma anionica isocorismato, è un intermedio biochimico nel metabolismo di microorganismi.
L'enzima isocorismato sintasi catalizza l'isomerizzazione del corismato a isocorismato.